# Tlumach
Tlumach (em ucraniano:  Тлумач; também referida como Tovmach, em polonês/polaco:  Tłumacz, em iídiche:  טאלמיטש) é uma cidade da Ucrânia, situada no Oblast de Ivano-Frankivsk. Tem 19,57 km² de área e sua população em 2020 foi estimada em 8.805 habitantes.